# 시크릿 슈퍼스타
《시크릿 슈퍼스타》(Secret Superstar)는 인도에서 제작된 애드바이트 찬단 감독의 2017년 액션, 모험, 코미디, 드라마 영화이다. 아미르 칸, 키란 라오가 제작에 참여했다. 아미르 칸 등이 주연으로 출연하였다.
이 영화는 비평가들로부터 대체적으로 긍정적인 평가를 받았다.

## 출연

### 주연
- 아미르 칸
- 자이라 와심

### 조연
- 파로크 자파